# Nicole Péllissard-Darrigrand
Pour les articles ayant des titres homophones, voir Pélissard et Darrigrand.
Nicole Péllissard-Darrigrand est une plongeuse française de tremplin (à 3 mètres) et de haut-vol (à 10 mètres) née le 5 juillet 1931 à Casablanca et morte le 19 mai 2021 à Arcangues.

## Biographie

### Famille
Son père est professeur d'éducation physique et l’entraîne durant son enfance.

### Carrière sportive
Nicole Péllissard prend part à 7 finales olympiques de plongeon dans les années 1948 à Londres, 1952 à Helsinki, 1956 à Melbourne et 1960 à Rome.
Elle est championne d'Europe en 1947 à Monte-Carlo et en 1950 à Vienne en haut-vol et vice-championne d'Europe en tremplin au cours de ce dernier championnat.
Elle est championne de France à quinze ans et cumule huit titres en haut-vol et cinq en tremplin (avec le doublé tremplin/haut-vol en 1946-1948-1949).

### Reconversion dans l'Éducation nationale
Nicole Péllissard est reconnue par son ministère de tutelle, l'Éducation nationale. En 1955, elle obtient son CAPES et enseigne l'EPS à Casablanca (Maroc) au Collège Mers-Sultan. En 1969, elle est nommée chef d'établissement d'un collège à Biarritz puis inspectrice pédagogique régionale, puis inspectrice académique. En 1970, elle devient membre du jury du CAPES puis, plus tard, de l'agrégation d'EPSEll est affectée à l'inspection générale d'EPS comme chargée de mission (et a suivi à ce titre tous les Jeux olympiques après sa retraite de sportive internationale).
Aux obsèques de Marcel Cerdan, elle porte le coussin avec les médailles qu'il avait gagnées.

## Récompenses nationales
- Grand prix de l'Athlétisme féminin,
- Officière de l'ordre national du Mérite,
- Chevalière de la Légion d'honneur
- Intronisée Gloires du sport français en 2003 lors de la XIe promotion
- Elle est membre de l'Académie des sports.

## Œuvres
- La galaxie Olympique, 1996, J&D Éditions (ISBN 2-84127-079-3)
- La Galaxie olympique II, Les Jeux d'hiver, Biarritz, Atlantica, 1998
- La Galaxie olympique : D'Athènes à Athènes, la boucle olympienne (1896-2004), Atlantica, 2004 (ISBN 2-84394-700-6, 2-84394-021-4 et 2-84394-269-1)